# Substrat (lingvistică)
În lingvistica istorică și în sociolingvistică, termenul „substrat” denumește totalitatea elementelor lingvistice pătrunse din limba unei populații autohtone în altă limbă, în urma adoptării acesteia din urmă, care poate deveni sau nu o limbă nouă față de primele două.

## În lingvistica istorică
Noțiunea de substrat este importantă în formarea unei limbi pe baza altora. De obicei, elementele de substrat nu sunt numeroase, dar ele se integrează perfect în structura limbii nou formate pe baza substratului și a limbii adoptate, contribuind la evoluția limbii noi. Influența substratului se manifestă în toate sectoarele limbii noi, mai ales în fonetism și lexic, în special într-o primă perioadă, caracterizată prin bilingvism, și în cea imediat următoare. Prin substrat, atunci când este cunoscut, se pot explica unele particularități ale limbii noi, însă nu orice fenomen de limbă neexplicat și inexplicabil trebuie neapărat raportat la substrat.
În cazul limbii române se vorbește despre un substrat dacic (geto-dacic sau traco-dacic). În studierea acestuia se remarcă lucrările lui Bogdan Petriceicu Hasdeu, Ovid Densusianu, Alexandru Philippide, Theodor Capidan, Sextil Pușcariu, Alexandru Rosetti, I.I. Rusu și Grigore Brâncuș. La acestea se adaugă cele ale lingviștilor străini Johann Thunmann, Jernej Kopitar, Franc Miklošič și Hugo Schuchardt.
În istoria limbii franceze, idiomurile celților vorbite în Galia înaintea cuceririi acesteia de către romani au constituit substratul limbii galo-romane. Elemente de substrat celtic se găsesc în mai multe limbi romanice.
Trăsături comune unor limbi chiar neînrudite între ele se explică uneori prin substrat. Este cazul limbilor indo-ariene din nordul Indiei, care au înlocuit aproape total limbile dravidiene ce se vorbeau acolo, dar au păstrat trăsături dravidiene.
În ceea ce privește limba chineză, dialectele sale nordice au mai multe trăsături comune cu limbile altaice, pe când dialectele ei sudice au mai multe trăsături comune cu limbile austroneziene și tai-kadai, pentru că limba chineză s-a răspândit atât spre nord, cât și spre sud, pornind din zona fluviului Galben, și a înlocuit limbi din familiile acestea aflate în aria sa actuală. Influențe de substrat în nord sunt, printre altele, cuvinte mai lungi decât în sud și rolul mai important al accentului, iar în sud numărul mai mare decât în nord al tonemelor și caracterul mai complex al acestora.
Diferențele dintre dialectele limbii arabe se explică și prin influențele de substrat ale limbilor din aria sa de răspândire: limbi berbere în Magreb, limba aramaică în Siria și Irak, limbi nubiene în Sudan.

## În sociolingvistică
Noțiunea de substrat se folosește și la nivel sincronic, în studiul stării actuale a limbilor, de pildă în cazul unora vorbite ca limbă secundă de către populații ale unor țări foste colonii. De exemplu, limba engleză vorbită de populațiile autohtone din India, Africa de Vest etc. este influențată de limbile materne ale acestora, rezultând varietăți ale englezei care nu sunt limbi noi. Asemenea varietăți pot exista cu același substrat, dar diferite prin gradul de interferență cu engleza. Astfel, în India se vorbește despre Indian English, mai apropiată de engleza standard, și Hinglish, mai puternic influențată de substrat, iar în Singapore despre Singapore English și Singlish.